# Suflete condamnate
Suflete condamnate (în bulgară Осъдени Души, transliterat: Osadeni duși) este un film epic bulgar din 1975 scris și regizat de Vălo Radev, bazat pe romanul omonim al lui Dimităr Dimov din 1945, cu Jan Englert, Rousy Chanev, Mariana Dimitrova și Edit Szalay în rolurile principale.

## Prezentare
Filmul spune povestea tragică a nobilei britanice Fanny Horn (Edit Szalay) și a preotului iezuit Heredia (Jan Englert) pe fundalul Războiului Civil Spaniol. O tânără aristocrată bogată care și-a petrecut anii anteriori într-un stil de viață decadent, Fanny, se îndrăgostește de Heredia; totuși, deși preotul simte același lucru, el își plasează devotamentul său fanatic în credința sa pe care o pune deasupra atracției lor. Fanny îl urmărește pe Heredia la un focar de tifos într-o tabără lângă Pena Ronda și se oferă voluntară pentru a lucra ca asistentă medicală sub comanda sa și pentru a finanța tabăra. Cu toate acestea, condițiile din tabără sunt îngrozitoare și se deteriorează puternic odată cu începerea războiului civil. Fanny devine din ce în ce mai disperată din cauza comportamentului fanatic și inuman al lui Heredia, care se dovedește a fi profund implicat în planurile părții antirepublicane din războiul civil. În timp ce Heredia continuă să respingă dragostea ei și, în cele din urmă, fiind martoră fanatismului său care provoacă și mai multe victime, Fanny îl împușcă. Căderea ei psihologică o face să înceapă să ia morfină, ceea ce va duce în cele din urmă la moartea ei.

## Distribuție
- Jan Englert – părintele Heredia
- Rousy Chanev – Jacques Muriet
- Mariana Dimitrova – Carmen
- Edit Szalay – Fanny Horn
- Valcho Kamarashev – părintele Olivares
- Silvia Rangelova – Clara

## Primire
Vorbind către ministrul Vejdi Rașidov în vizită în Polonia pentru a acorda actorului Jan Englert un premiu pentru munca sa de o viață, cotidianul Fakti a numit filmul un "clasic bulgar", iar Dnevnik a marcat filmul printre primele 10 cele mai iubite filme din Bulgaria. 
În România premiera filmului a avut loc la „Casa Filmului” din capitală, începînd de marți, 7 septembrie 1976, unde s-a desfășurat timp de trei zile, Zilele filmului din R.P. Bulgaria. Din 13 septembrie a continuat să fie prezentat și în sala de cinematograf „Central”.